# Suone

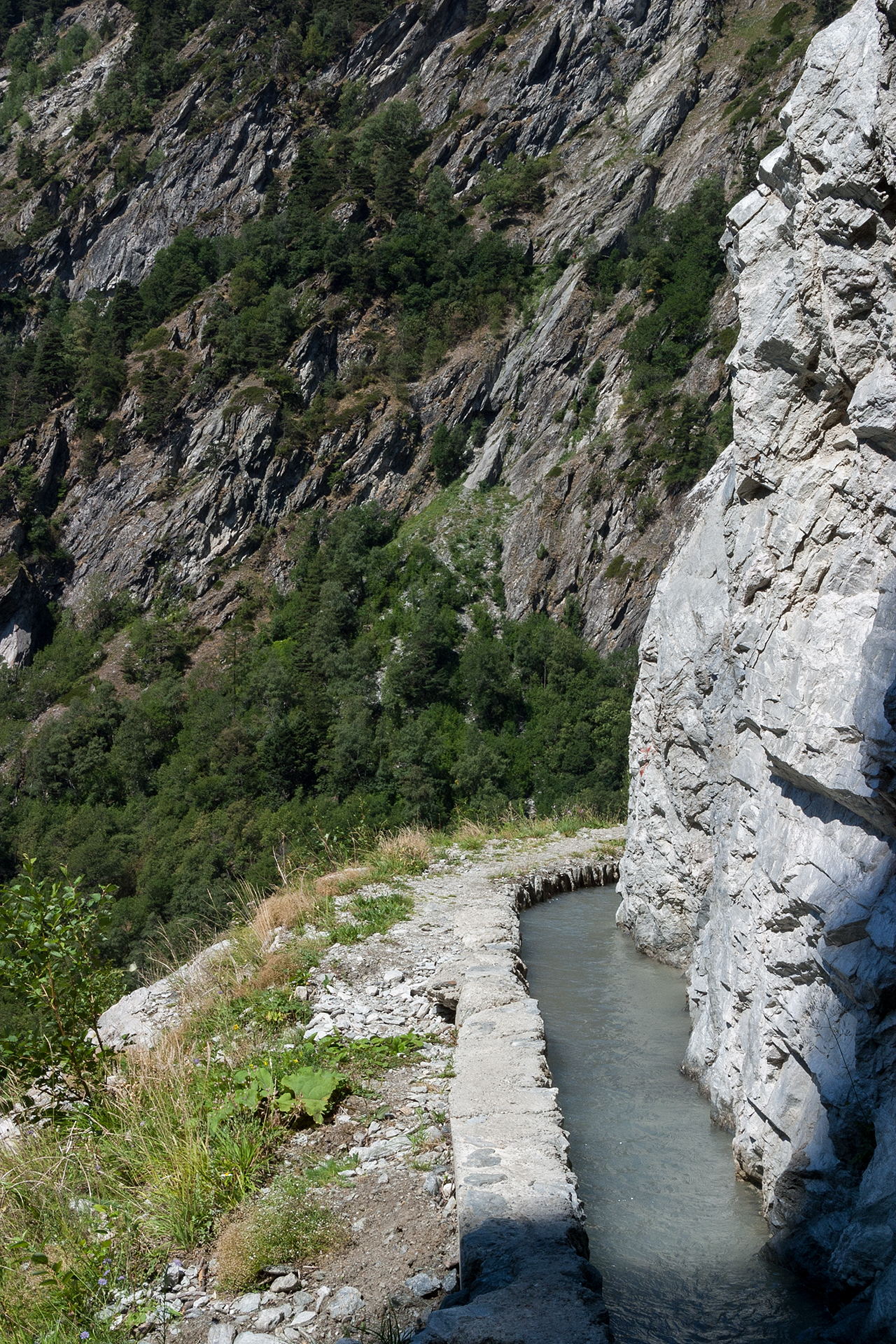
Gorperi Suone, Baltschiedertal

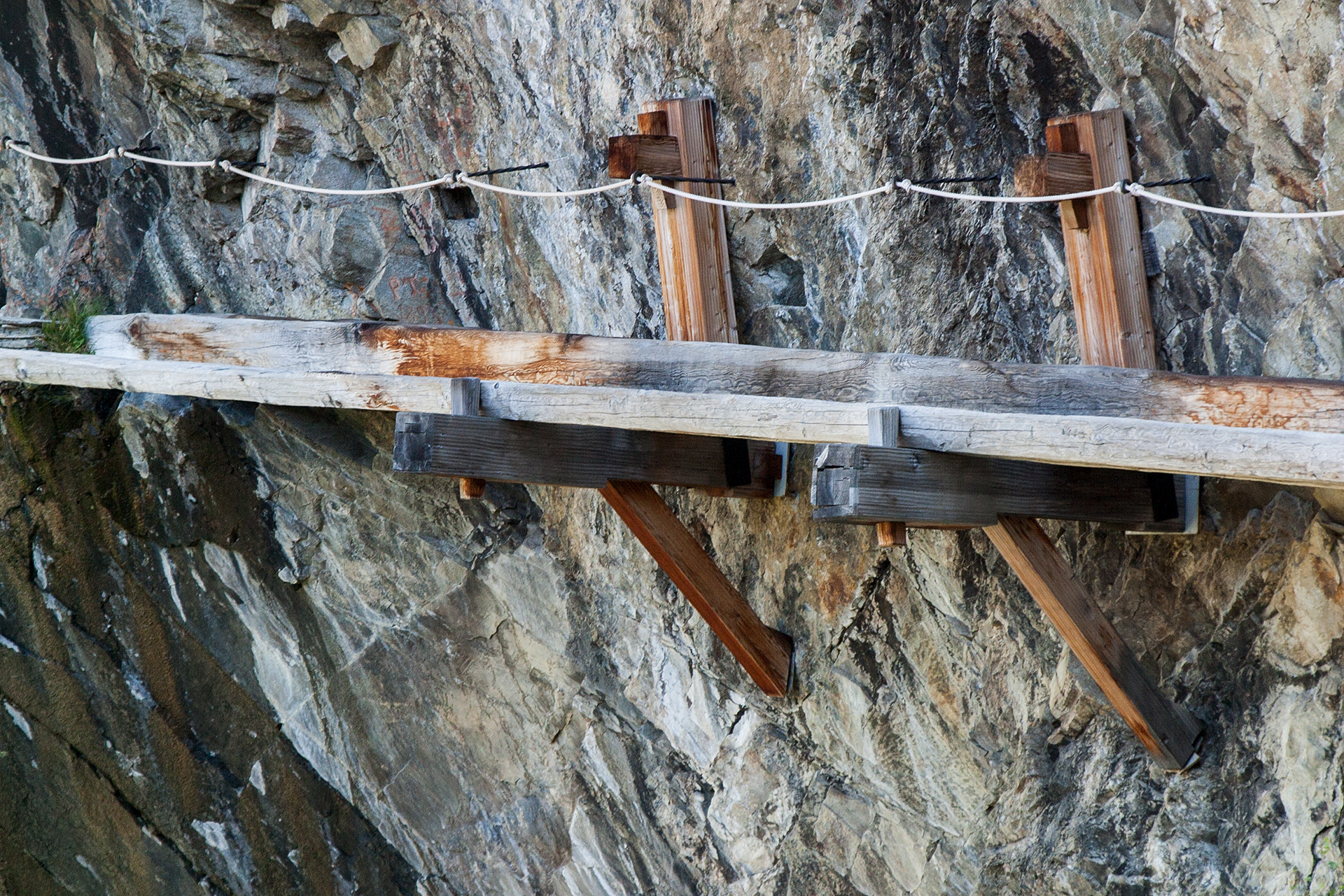
Gorperi Suone, Baltschiedertal

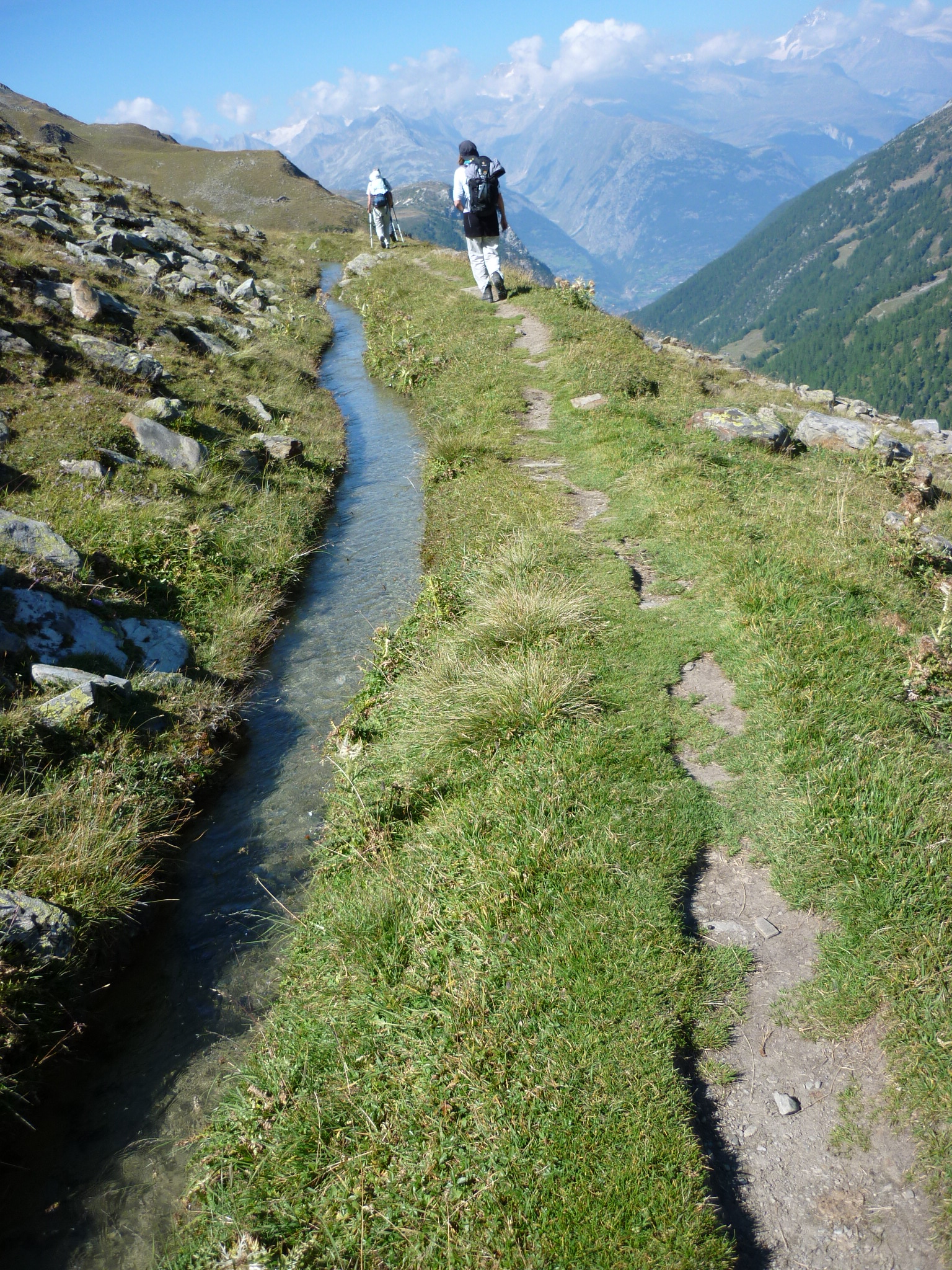
Suone Heido, Nanztal, 12 km lang, 1305 erwähnt

Suonen [ˈsuɔnən] [ˈsuənən] (Einzahl Suon oder Suone), auch Bissen (Einzahl Bisse, von französisch le bisse), Wasserfuhren (Einzahl Wasserfuhre) oder Wasserleiten (Einzahl Wasserleite), sind historische bzw. noch bestehende Wasserleitungen im Schweizer Kanton Wallis. Thomas Platter aus dem Mattertal spricht in seiner Biografie aus dem 16. Jahrhundert über die Wasserleiten: «… wir uns vernarret hattend by einer wasserleitten, do man das wasser den bergen nach zu den güettren füert.»

## Funktion
Die Suonen sind als Freispiegelkanäle ausgeführt und dienen hauptsächlich der Bewässerung landwirtschaftlich genutzter Flächen. An den trockenen Südhängen sind deshalb mehr Suonen angelegt worden als an den Nordhängen. Die meisten Suonen sind 500 m bis 2 km lang, die längste Suone ist die 32 km lange Bisse de Saxon. Neben der Bewässerung wurden die Suonen auch als Trink- und Tränkewasserversorgung, zum Waschen und teilweise zum Ausbringen von Mist genutzt.

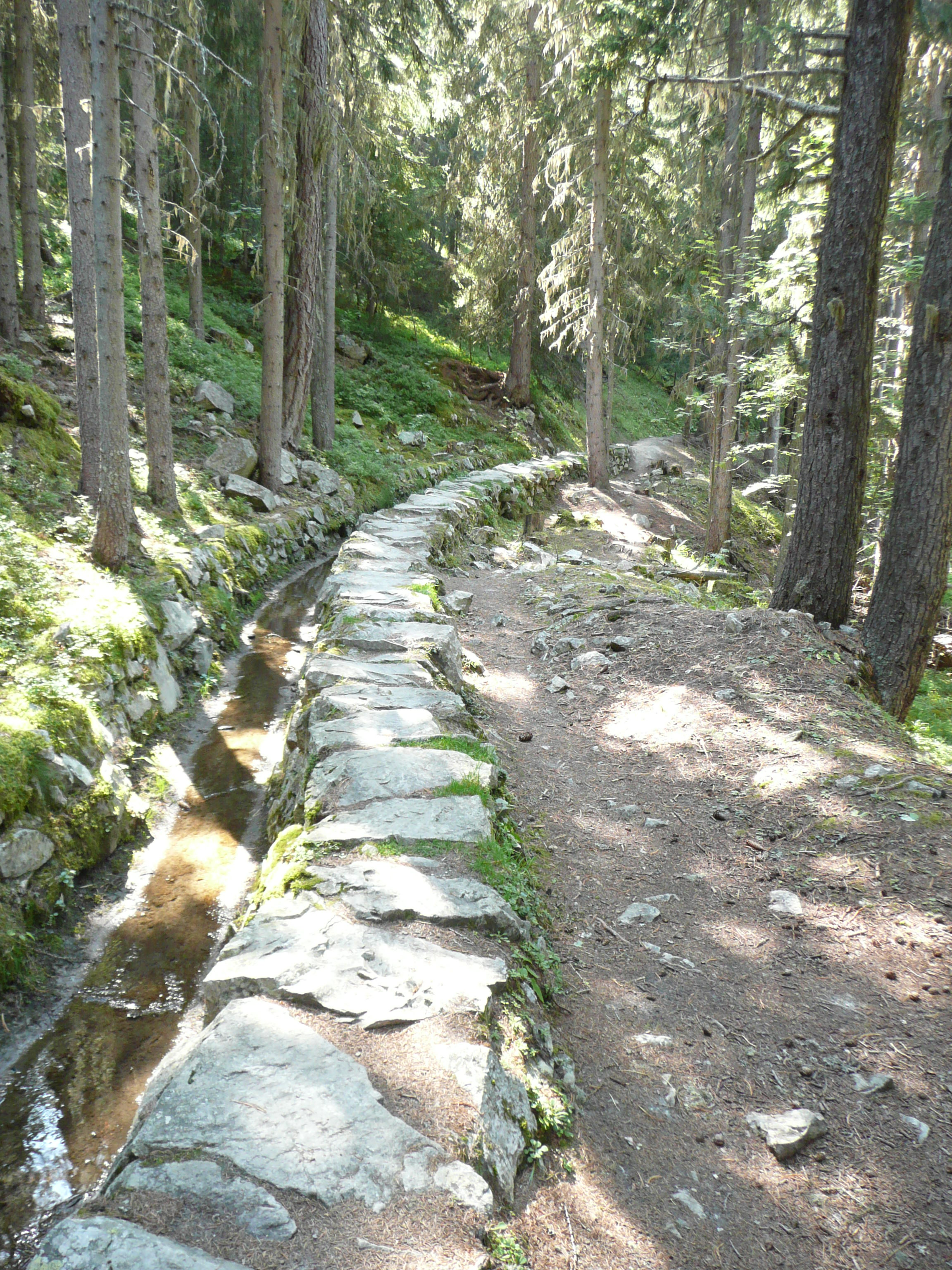
Teilabschnitt der Bisse de Saxon bei Haute-Nendaz
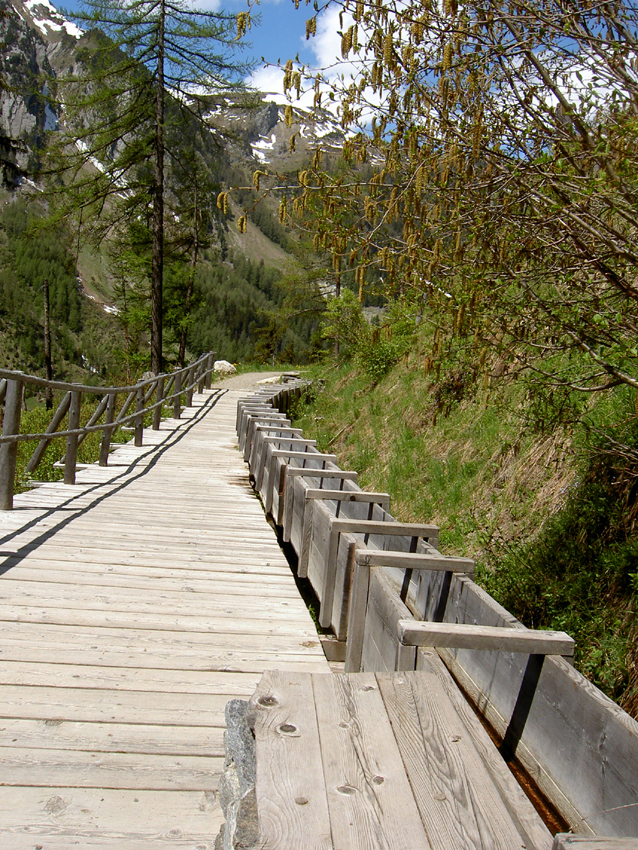
Bisse de Trient unweit des Col de la Forclaz
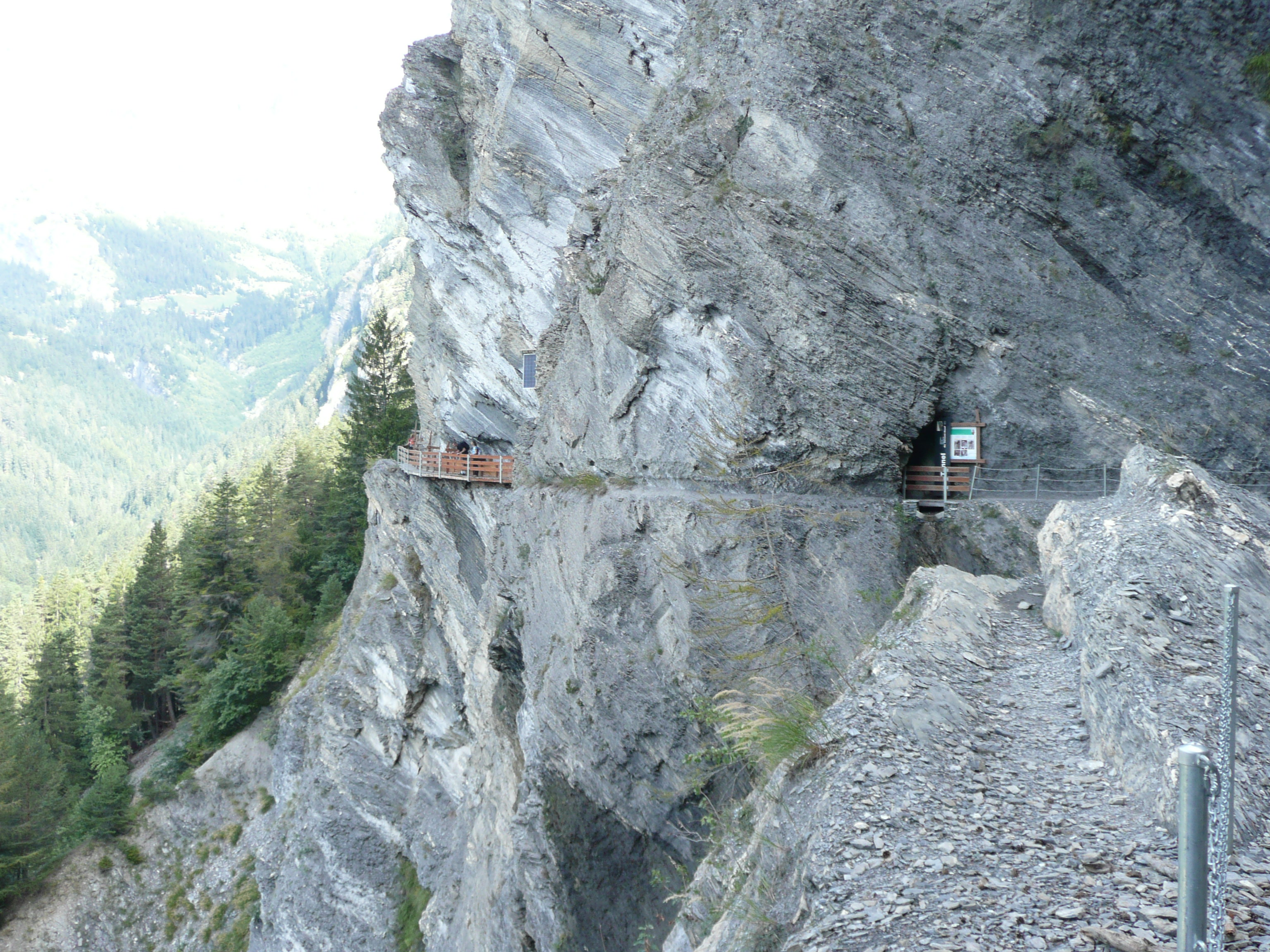
Bisse de Savièse mit dem Tunnel du Moujerin am Talhang der Morge
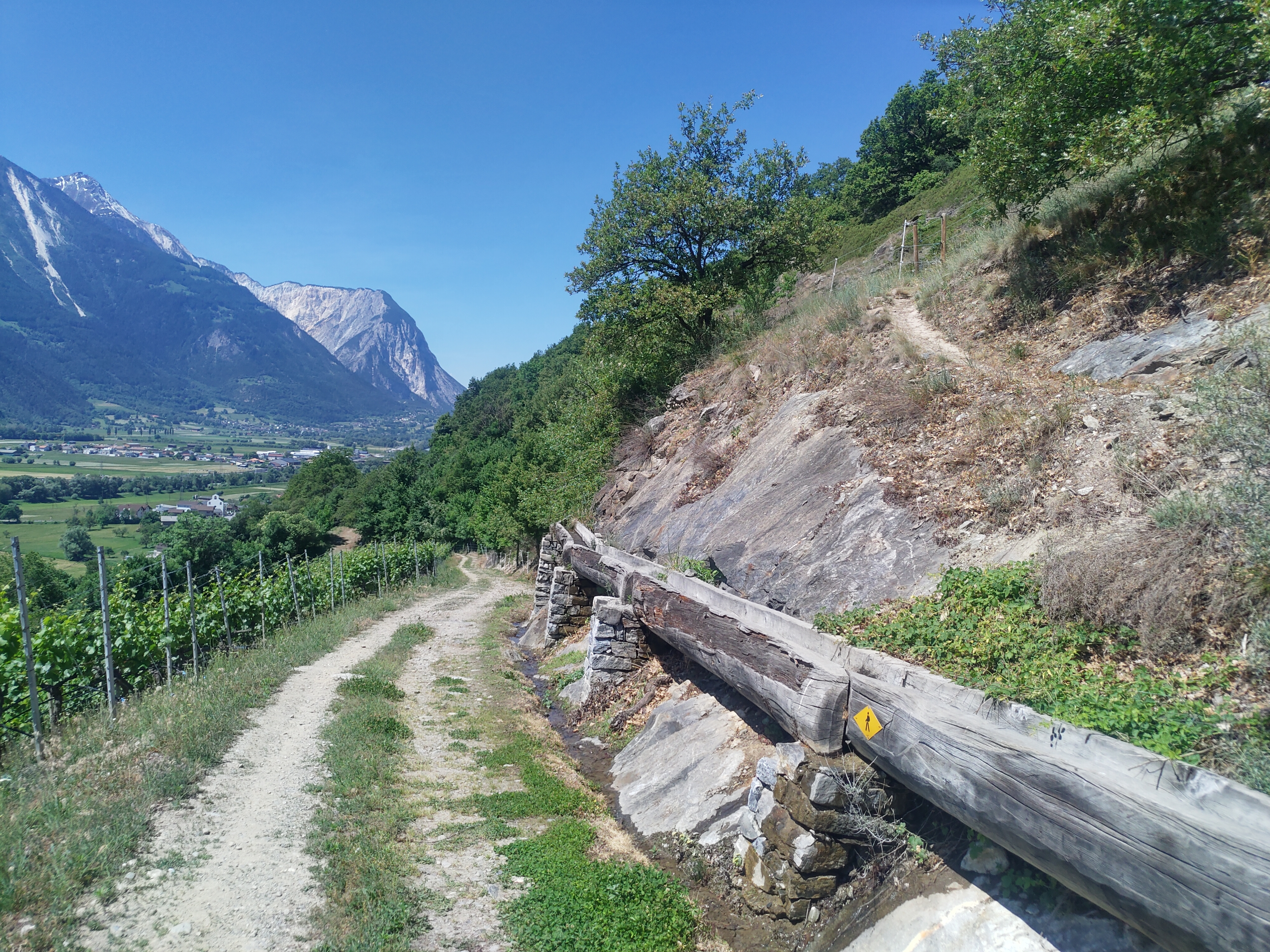
Obere Wasserleite bei Niedergampel

## Technik
Da die Suonen als Wasserversorgung für die Kulturen und Dörfer sehr wichtig und deren Bau und Unterhalt sehr gefährlich waren, hatten die daran Arbeitenden eine wichtige Funktion und entsprechendes Ansehen in der Dorfgemeinschaft. Die Suonen überwinden teilweise grössere Hindernisse wie Felswände oder Geröllhalden, wofür über die Jahrhunderte spezielle Techniken entwickelt wurden. In den Felswänden verlaufen die Suonen in Holzkanälen, die zusammen mit einem Laufsteg an Balken aufgehängt sind. Die Balken sind in Löchern verkeilt, die in den Fels geschlagen sind. Zur Überwachung des Wasserflusses werden teilweise kleine Wasserräder verwendet, die einen auf ein Holz schlagenden Hammer antreiben. Die Hammerschläge können über grosse Entfernungen wahrgenommen werden und bestätigen den Wasserfluss.

## Geschichte
Die Anlage von Bewässerungskanälen dieser Form ist weltweit und seit dem Beginn der Landwirtschaft verbreitet und findet sich in diesem Sinne für funktional ähnliche Anlagen in lokaler Ausprägung, etwa als Fluder im Österreichischen, Wuhr im Südschwarzwald, Fléizen in den luxemburgischen Ardennen, Levada auf den kanarischen Inseln und Madeira, Ru im Aostatal, Bief oder Bisse in den französischen Seealpen oder Faladsch in Oman. Acequia (Spanische Aussprache: [aˈθekja]) ist die entsprechende Bezeichnung in Spanien und den ehemaligen spanischen Kolonien.
Künstliche Bewässerungssysteme müssen in den niederschlagsarmen Zonen im Wallis mindestens bis in die römische Zeit zurückreichen. Im Innerwallis (insbesondere im Rhonetal und den direkt angrenzenden Talabschnitten) herrscht ein sehr trockenes Klima, weil die umliegenden Berge der Walliser und Berner Alpen die meisten Niederschläge vom Haupttal abhalten.
Die ältesten nachweislichen Datierungen von Bewässerungssystemen im Wallis stammen von Urkunden aus dem 12. Jahrhundert. Datierungen der alten Holzkonstruktionen (Chännel) mittels Dendrochronologie reichen von 1270 bis in die Neuzeit.
Als früheste Jahrzahl erwähnte Pfarrer Seematter von Mund im Jahr 1929 die in den Felsen eingemeisselte Jahreszahl 930 an der Wasserleite Wyssa. Analog dazu soll sich in der Nachbargemeinde Birgisch an der Restiwasserleite die Jahreszahl 1001 befunden haben. Die Inschriften sind leider durch Renovationsarbeiten an den Suonen verloren gegangen.
Seit dem 15. Jahrhundert sind einzelne Suonen sehr gut dokumentiert.
Seit den 1950er-Jahren wurden viele Suonen wegen des einfacheren Unterhalts in Röhren verlegt oder ganz aufgegeben. Später entdeckte man den touristischen Wert der Suonen, was dazu führte, dass viele heute wieder offen Wasser führen. Die für den Unterhalt genutzten Pfade entlang der Leitung können als Wanderwege genutzt werden, die einfach zu begehen sind und wegen der exponierten Lage der Suonen gute Aussicht bieten.
In den 1980er-Jahren war die gemeinschaftliche Unterhaltung der Walliser Suonen Gegenstand wissenschaftlicher Untersuchungen durch die spätere Wirtschaftsnobelpreisträgerin Elinor Ostrom. Nach ihren Studien in der Walliser Gemeinde Törbel und einigen weiteren Gemeinwesen in aller Welt stellte Ostrom die These auf, dass gemeinschaftliches Eigentum die natürlichen Ressourcen auf lange Sicht besser bewirtschaftet als privates oder staatliches Eigentum. Das Ergebnis war Ostroms Hauptwerk Governing the Commons.

## Etymologie
Bis in die Mitte des 20. Jahrhunderts war der Begriff Suon fast ausschliesslich im Gebiet Raron, Lötschental, Lötschberg Südrampe und in den Rarner Schattenbergen (Eischoll, Unterbäch, Bürchen) sowie in der piemontesischen Walserkolonie Alagna gebräuchlich. In der touristischen Vermarktung und in der Literatur setzt sich der Begriff seither jedoch für das gesamte Oberwallis durch. Dialektale Varianten sind Sua (Alagna) sowie Süe, Plural Siene (Lötschberg Südrampe). Das Wort Suone stammt möglicherweise von althochdeutsch suoha ‚Furche‘, ‚Graben‘, ‚Egge‘. Das Schweizerische Idiotikon nimmt allerdings ausserdeutschen Ursprung an. Im gesamten deutschsprachigen Teil des Kantons Wallis kann man auch einfach von Wasserleiten sprechen.
Im frankoprovenzalisch- beziehungsweise französischsprachigen Unterwallis heissen die Suonen bisses (Einzahl bisse). Dieses Wort geht auf gallisch (keltisch) *bĕdu ‚Kanal‘ zurück und ist damit etymologisch mit französisch bièf ‚Kanal, Mühlbach‘ identisch. Es wird als die Bisse manchmal auch in der deutschen Sprache verwendet.
Fast alle Suonen haben Eigennamen, die sich vor allem nach den landschaftlichen Gegebenheiten oder den Ortsnamen richten. So gibt es mehrere Bärgeri, Eggeri oder Obersta.

## Bekannte Suonen

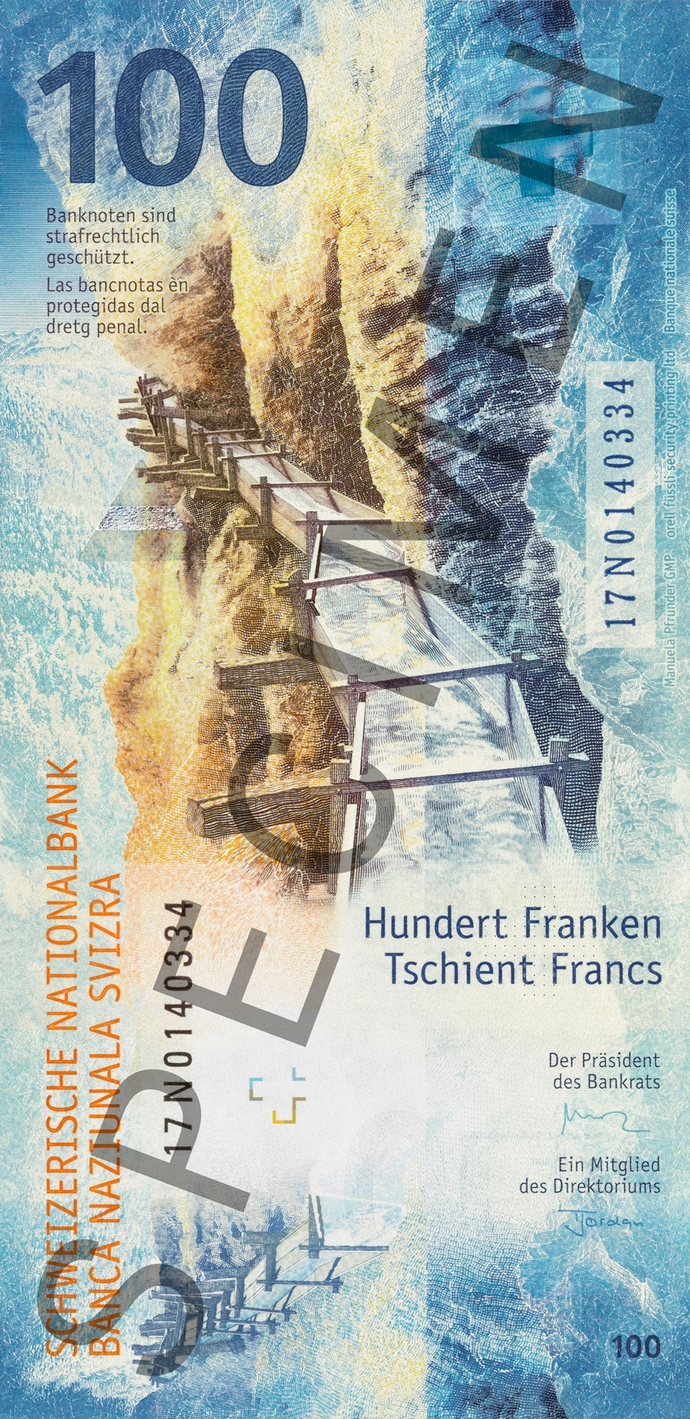
Die Bisse d’Ayent auf der 2019 herausgegebenen 100-Franken-Note

- Riederi durch die Massaschlucht (heute ausser Betrieb)
- Wyssa oberhalb Mund im Gredetschtal (gebaut eventuell vor 930)
- Niwärch und Gorperi oberhalb Ausserberg im Baltschiedertal
- Manera zwischen Hohtenn und Ausserberg (an der Lötschberg Südrampe)
- Heido im Nanztal, beim Gibidumpass oberhalb von Visperterminen (hochalpin, erste Erwähnung um 1305: que aquaeductu qui dicitur die heydenschu Wasserleyta de Nantz)
- Eggeri, Chilcheri, Drieri und Bineri oberhalb von Gasenried und Grächen
- Bisse de Tsitorret bei Montana-Vermala
- Bisse d’Ayent zwischen Stausee Tseuzier und Ayent (abgebildet auf der ab 12. September 2019 herausgegebenen 100-Franken-Banknote der neunten Serie[10])
- Grand Bisse de Vex zwischen Nendaz und Vex
- Bisse de Saxon zwischen Nendaz und Saxon (mit 32 km die längste Suone, Baujahr 1865–1869)
- Bisse de Sion zwischen Stausee Tseuzier und Anzère
- Bisse du Torrent-Neuf bei Savièse
- Bisse du Ro
- Bisse de Vercorin in Vercorin

## Musée des Bisses
Das Walliser Suonenmuseum wurde im Mai 2012 in Botyre (Gemeinde Ayent, oberhalb von Sitten) eröffnet. Das Museum befindet sich im «Bemalten Haus», einem unter Denkmalschutz stehenden Gebäude aus dem 17. Jahrhundert. Die Ausstellung zur Geschichte der Walliser Suonen erstreckt sich über vier Stockwerke und 270 m² Ausstellungsfläche.

## Filme
- An heiligen Wassern, Schweizer Heimatfilm von Alfred Weidenmann aus dem Jahr 1960